# マニアーゴ
マニアーゴ（伊: Maniago）は、イタリア共和国フリウリ＝ヴェネツィア・ジュリア州ポルデノーネ県にある、人口約12,000人の基礎自治体（コムーネ）。刃物の産地として知られており、ナイフや鋏は世界中に輸出されている。

## 名称
標準イタリア語以外では以下の名称を持つ。
- フリウリ語: Manià

## 地理

### 位置・広がり
ポルデノーネ県中部のコムーネである。マニアーゴの街は、県都ポルデノーネの北約23km、ウーディネの西北西約42km、ヴェネツィアの北北東約86kmに位置する。

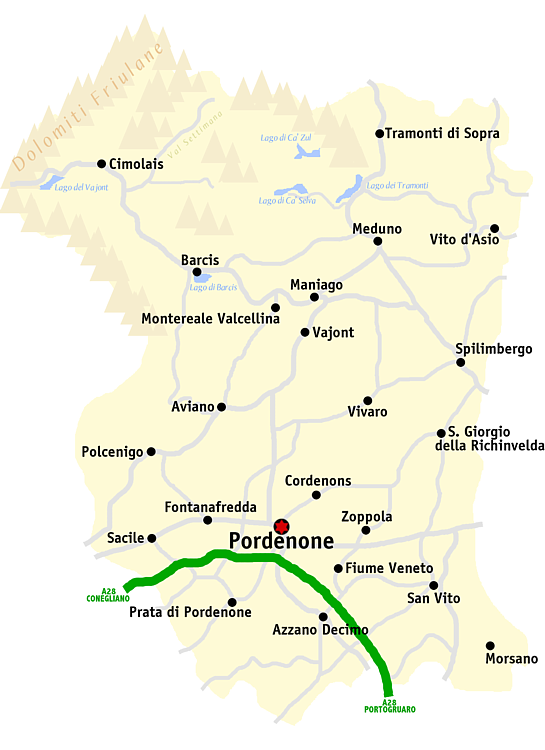
ポルデノーネ県概略図

#### 隣接コムーネ
隣接するコムーネは以下の通り。
- フリザンコ - 北
- ファンナ - 東
- アルバ - 南東
- ヴィヴァーロ - 南東
- サン・クイリーノ - 南
- ヴァイオント - 南西
- モンテレアーレ・ヴァルチェッリーナ - 西
- アンドレーイス - 北西

### 気候分類・地震分類
マニアーゴにおけるイタリアの気候分類 (it) および度日は、zona E, 2850 GGである。
また、イタリアの地震リスク階級 (it) では、zona 1 (sismicità alta) に分類される。

## 行政

### 分離集落
マニアーゴには、以下の分離集落（フラツィオーネ）がある。
- Campagna, Dandolo, Fratta

## 人物

### ゆかりの人物
- ドン・ローザ - 米国の漫画家。祖父が当地出身で米国に移民。